# Arceuthobium azoricum
Arceuthobium azoricum — вид паразитних рослин з родини санталові (Santalaceae), ендемік Азорських островів.

## Опис
Рослина довжиною 7–14 см, жовтувато-зеленого, яскравого забарвлення, з рідкісними вторинними вертикальними гілками і рудиментарними листками. Базальний діаметр основних пагонів 5–9 мм. Оскільки це повітряна паразитна рослина, яка не потребує фотосинтезу, її листки стали рудиментарними й звелися до малих лусочок. Квіти жовтуваті, бліді та напівпрозорі, діаметром ≈ 2.5 мм, накриті крихітними приквітками. Тичинки дуже помітні у квітах. Квітує рослина у вересні й жовтні, а плоди зріють у листопаді — грудні.
Господар: винятково Juniperus brevifolia (єдиний ялівець на Азорських островах).

## Поширення
Ендемік Азорських островів (острови Фаял, Санта-Марія, Сан-Жорже, Терсейра, Піку).
Вразливий унаслідок руйнування середовища проживання. Вид охороняється Директивою про середовище проживання. Діапазон висот: 600—1200 м.